# Herford
Herford er en by i den tyske delstat Nordrhein-Westfalen med ca. 65 000 indbyggere. Byen ligger i Kreis Herford, der er en del af Regierungsbezirk Detmold.
Køkkenfirmaet Poggenpohl har hovedsæde i byen.